# وليام ميرفي
وليام ميرفي (بالإنجليزية: William John Murphy)‏ (مواليد 25 مارس 1904) هو ملاكم آيرلندي، مثّل بلاده في الألعاب الأولمبية الصيفية في دورات 1924 و1928 و1932.

## روابط خارجية
وليام ميرفي على موقع اللجنة الأولمبية الدولية (الإنجليزية)
- وليام ميرفي على موقع أوليمبيديا (الإنجليزية)